# Rhuan
Rhuan da Silveira Castro dit Rhuan, né le 25 janvier 2000 à São Gonçalo au Brésil, est un footballeur brésilien qui évolue au poste d'ailier gauche à l'Amora FC.

## Biographie

### Botafogo FR
Né à São Gonçalo au Brésil, Rhuan est formé par le Botafogo FR. C'est avec ce club qu'il fait ses débuts en professionnel, il est intégré à l'équipe première lors de l'été 2019 par l'entraîneur Eduardo Barroca (en) et joue son premier match le 17 août 2019 lors d'une rencontre de championnat face au SC Corinthians. Il entre en jeu et son équipe s'incline sur le score de deux buts à zéro ce jour-là. C'est face à Chapecoense en championnat qu'il inscrit son premier but en professionnel, le 27 novembre 2019. Titulaire lors de cette partie, il inscrit le seul but du match et donne donc la victoire à son équipe. Pour sa première saison il joue dix matchs de championnat.

### Style de jeu
Rhuan est un ailier pouvant évoluer sur les deux ailes. Il est également un spécialiste des coups de pied arrêtés.